# في غرانت
في غرانت (بالإنجليزية: Faye Grant)‏ هي ممثلة أمريكية، ولدت في 16 يوليو 1957 في الولايات المتحدة. بدأت مشوارها المهني سنة 1970، ومن الجوائز التي نالتها جائزة المسرح العالمي سنة 1986.

## أعمال

### أفلام
- (1990) شؤون داخلية[3]

## جوائز
- جائزة المسرح العالمي (1986)

## وصلات خارجية
- في غرانت على موقع IMDb (الإنجليزية)
- في غرانت على موقع ألو سيني (الفرنسية)
- في غرانت على موقع ميوزك برينز (الإنجليزية)
- في غرانت على موقع أول موفي (الإنجليزية)
- في غرانت على موقع قاعدة بيانات برودواي على الإنترنت (الإنجليزية)
- في غرانت على موقع قاعدة بيانات الأفلام السويدية (السويدية)
- في غرانت على موقع إن إن دي بي (الإنجليزية)
- في غرانت على موقع قاعدة بيانات الفيلم (الإنجليزية)
- في غرانت على موقع كينوبويسك (الروسية)